# Pinya de foc
La consolda, matafoc, maimorrà o pinya de foc (Sempervivum tectorum) és una espècie de planta amb flors de la família de les crassulàcies. Es fa servir com a planta ornamental molt resistent al fred i la secada. Aquesta espècie crassa rep una munió de noms comuns en català, compartits amb moltes altres espècies, també en septentrional maimoris, mor(t)-i-viu.

## Morfologia
Sempervivum tectorum creix amb rosetes obertes de 5 a 7 (poques vegades de 2 a 20) centímetres de diàmetre, formant estolons forts de 4 a 10 centímetres de longitud. Les fulles són lanceolades oblongues a obovades generalment de color verd fosc a glauques i convexes per ambdós costats. Tanmateix, el color és molt variable i també mostra grocs, marrons i vermells. La fulla és de 20 a 60 mil·límetres de llarg i de 10 a 15 mil·límetres d'amplada i té un punt de connexió. Les pestanyes són sensiblement blanques, però no tenen caps glandulars. En la varietat Sempervivum tectorum var. tectorum, les superfícies de les fulles estan nues o cobertes amb molt pocs pèls dispersos. La varietat Sempervivum tectorum var. arvernense, d'altra banda, té fulles curtes glandulars i pubescents.

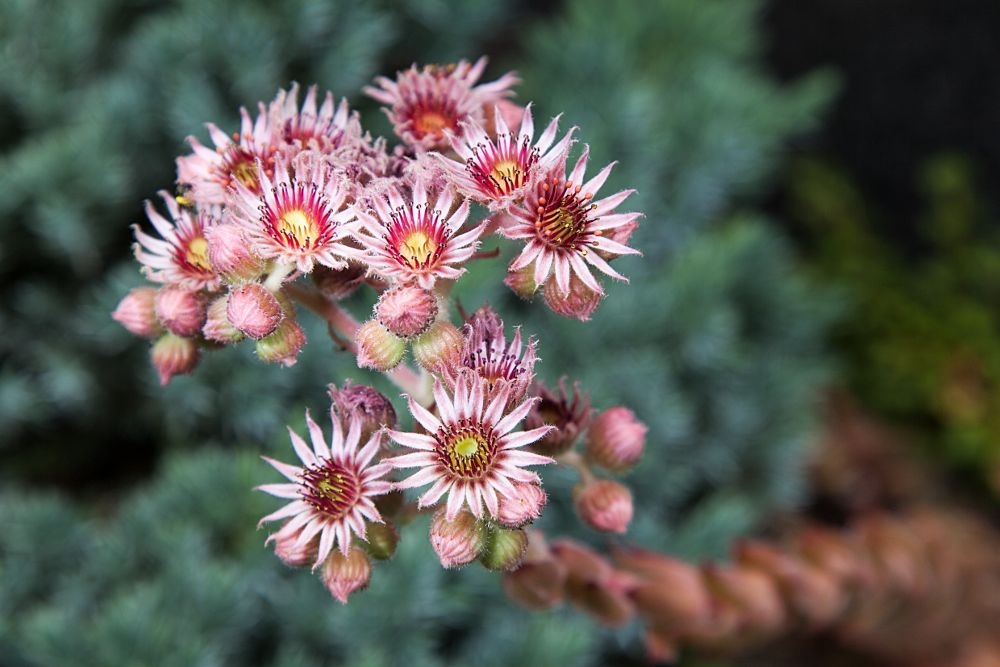
Detall de la floració

Els brots florals arriben a una longitud de 20 a 60 centímetres, a les muntanyes representants autòctons que amb prou feines superen els 35 cm. La inflorescència és gran i densa i és més o menys plana o panícula. Consta de 40 a més de 100 flors simples. Les flors solen ser de deu a tretze, però poden variar entre sis o 16 pètals. Consta de 40 a més de 100 flors simples. Les flors solen ser de deu a tretze, però poden variar entre sis o 16 pètals. Les flors floreixen a l'estiu, entre juny i agost. Els seus sèpals punxeguts són de 8 mil·límetres de llarg i es fusionen a uns 4 mil·límetres. Els pètals blancs, rosats o morats apuntats són lineals a lanceolades i de 9 a 12 mil·límetres de longitud i uns 2 mil·límetres d'ample. A la seva base són ciliats i pèls suaus. Els estams són de color vermell i porpra brillant, els estams vermells. L'estil és una mica morat. Les fulles del nectari són verds i semicirculars.
El nombre de cromosomes és de {\displaystyle 2n=72}, rarament {\displaystyle 36} o {\displaystyle 40}.

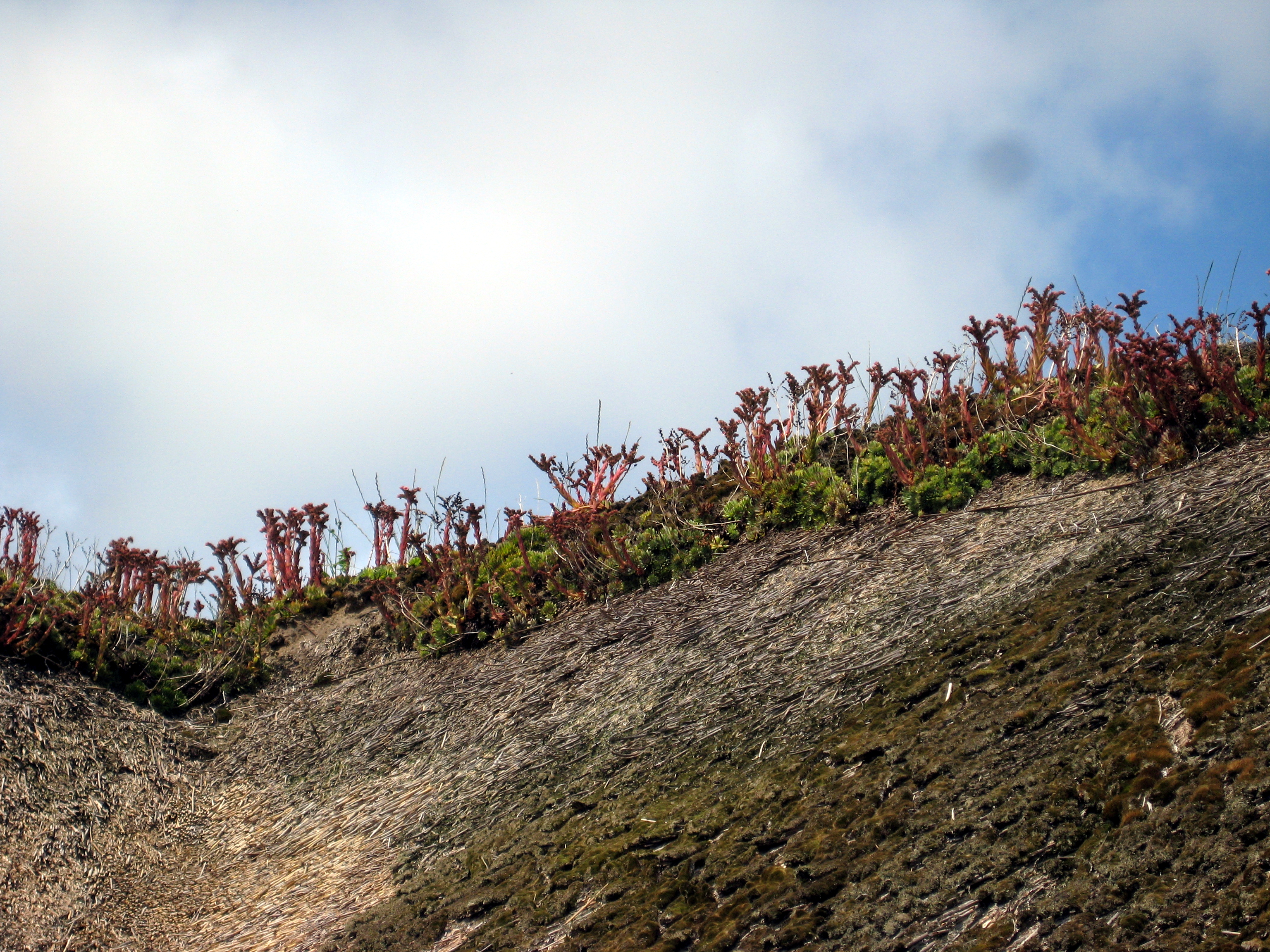
Sempervivum tectorum en un sostre de palla a Schleswig-Holstein

## Sistemàtica, localització i distribució
L'àrea de distribució de Sempervivum tectorum comprèn les muntanyes de l'oest, centre i sud d'Europa i s'estén des dels Pirineus centrals al Massís Central cap al sud-est dels Alps i el sud dels Apenins. L'espècie és sovint cultivada. Per tant, és salvatge d'Escandinàvia a Irlanda, la resta d'Europa, el Caucas i l'Iran. Es desenvolupa en societats de la classe Sedo-Scleranthetea o Asplenietea, però també es produeix a la zona d'assentament de les teulades de grava en companyia de Saxifraga tridactylites i Poetum compressae de l'associació Alyssum-Sedum. Als Alps d'Allgäu s'aixeca de 1300 metres entre els Alps de Gerst Rubener i els Apls de Dieter Bach fins als 2100 msnm a la part del Tirol del vessant sud-oest entre Jöchelspitze i la punta Rothorn.
Pel que fa als Països Catalans, es una espècie rara en estat salvatge i no apareix a les Illes Balears ni la Ciutat de l'Alguer. Es troba des del nivell del mar fins als 2300 (2700) d'altitud.
Es distingeixen les següents varietats:
- Sempervivum tectorum var. arvernense (Lecoq & Lamotte) Zonn.
Aquesta varietat no només té la vora ciliada, sinó també en la superfície de les fulles peludes y suaus, però aquestes són curtes de forma glandular. Creix al Massís Central, sovint també es afegeixen els pilositats a les superfícies de les fulles, representants de les espècies dels Apenins.
- Sempervivum tectorum var. tectorum
Aquesta varietat té fulles ciliades només a la vora. Les superfícies de les fulles són suaus, només es poden detectar uns pocs pèls curts de tant en tant. Creix de manera autòctona als Pirineus centrals, a les muntanyes costaneres catalanes, a la Serralada del Jura i als Alps fins als Alps del sud-est. En els dipòsits a les valls del Mosel·la i l'Ahr no se sap si són autòctons.

Segons Marhold, també hi ha una subespècie:
- Sempervivum tectorum subsp. atlanticum (Hook. f.) Ball (Sin.: Sempervivum tectorum var. atlanticum Hook. f., Sempervivum atlanticum (Hook. f.) Ball): Creix al Marroc.[8]

## Ús
Sempervivum tectorum és una vella varietat cultivada, aquesta és la varietat de S. tectorum var. tectorum. Una d'aquestes varietats cultivars té flors degenerades, els pètals dels quals, es dobleguen cap amunt i llurs estams sovint són degenerats. També s'indica al New Kreuterbuch per Leonhart Fuchs de 1543. A més, hi ha una de les rosetes cultivadores indistingibles amb flors fèrtils. Aquests antics cultivars són molt vigorosos i tenen una barreja de flors de fins a 60 cm d'altura, una inflorescència molt espessa i rica en flors i un diàmetre de roseta de fins a 15 cm de diàmetre relativament gran. Des de temps immemorials, s'han utilitzat com a planta màgica, curativa i ornamental, inicialment per a sostres, com el seu nom indica. Nombrosos altres noms de persones de parla alemanya (i d'altres) donen testimoni de la importància d'aquesta espècie per als éssers humans. Atès que els Alps es van desenvolupar turísticament, es van produir més formes de localitat, que van ser seleccionades per les seves coloracions de roseta. Són la base per a moltes varietats actuals.

## Taxonomia
Sempervivum tectorum va ser descrita per (Carl von Linné i publicat a Species Plantarum 1: 464. 1753.
Etimologia
Sempervivum: nom genèric que deriva de les paraules del llatí semper = "sempre" i vivum = "viu", i està relacionat amb el fet que aquestes plantes mantenen les seves fulles durant l'hivern i creixen fins i tot en condicions molt difícils.
tectorum: epítet llatí que significa "de les teulades".
Sinonímia
- Sedum majus Garsault [Invalid]
- Sedum tectorum Scop.
- Sempervivum acuminatum Schott
- Sempervivum alpinum Griseb. & Schenk
- Sempervivum andreanum Wale
- Sempervivum arvernense Lecoq & Lamotte
- Sempervivum boutignyanum Billot & Gren.
- Sempervivum cantalicum Jord. & Fourr.
- Sempervivum clusianum (Ten.) Ten.
- Sempervivum glaucum Ten.
- Sempervivum lamottei Boreau
- Sempervivum schottii Baker
- Sempervivum spectabile C.B.Lehm. & Schnittsp.[13]
- Sempervivum cebennense Lamotte

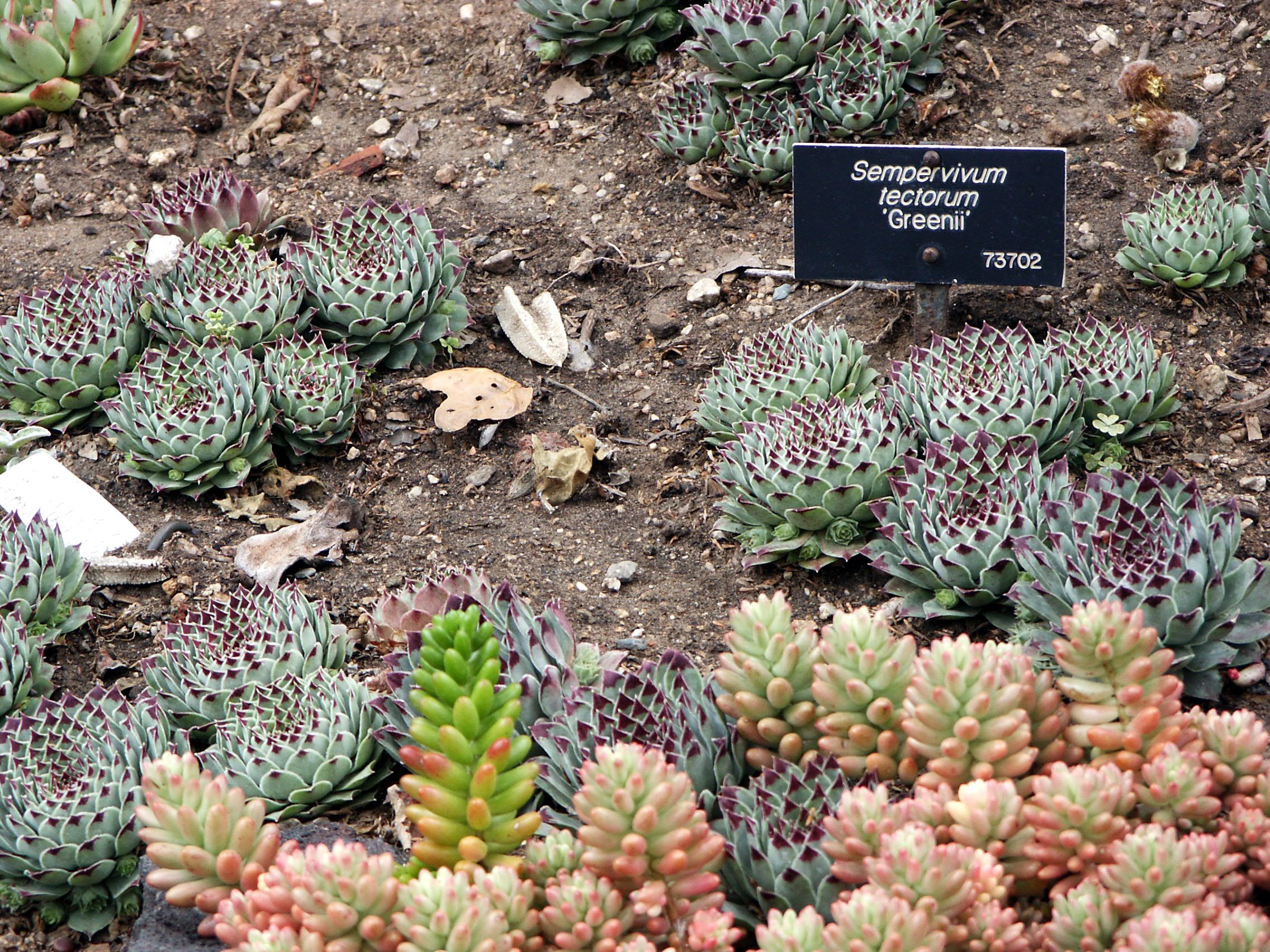
Sempervivum Tectorum "Greenii", Huntington Desert Garden
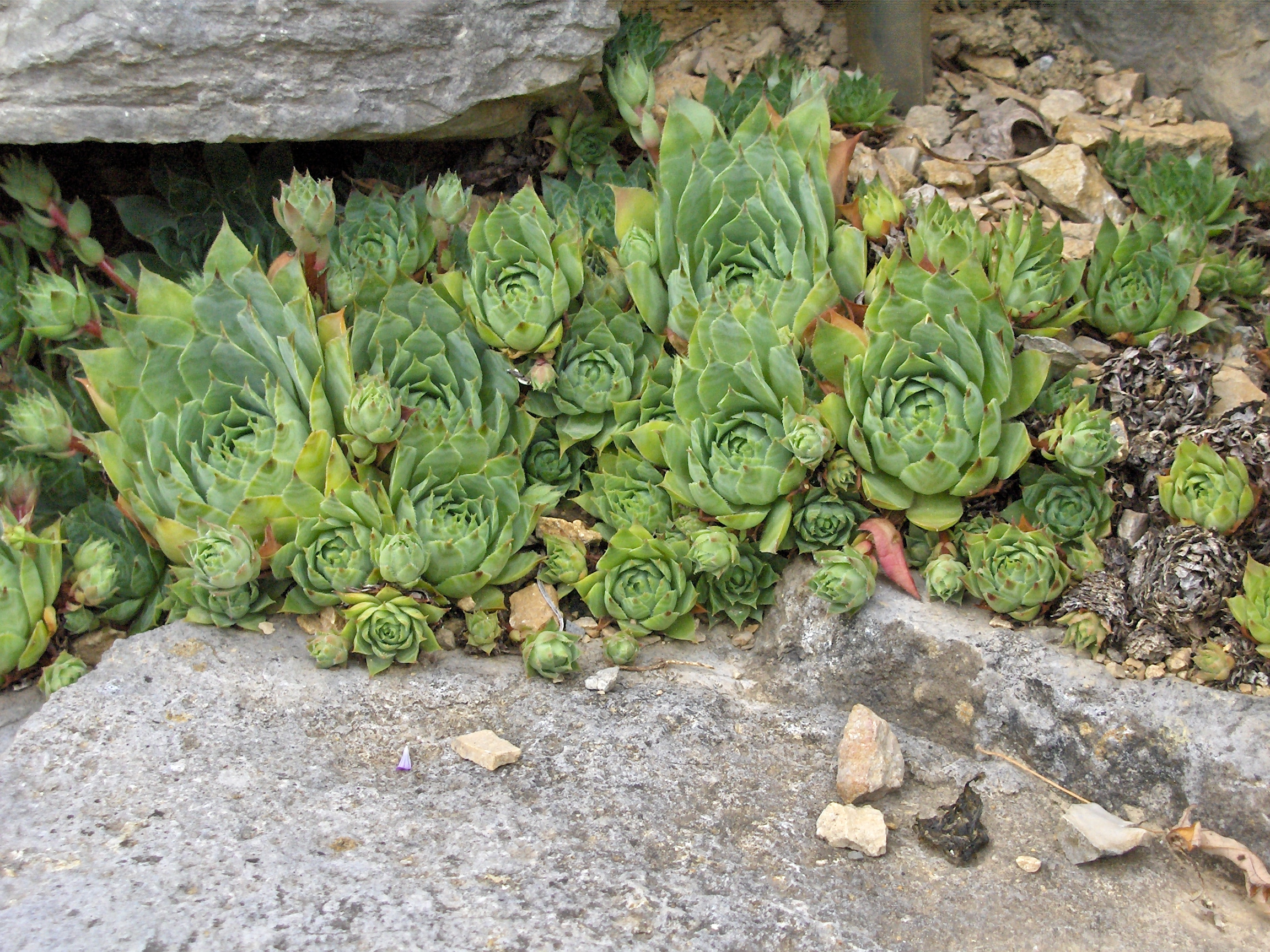
Sempervivum tectorum